# اسپنسر گرمر
اِسپنسر گِرَمِر (انگلیسی: Spencer Grammer؛ زادهٔ ۹ اکتبر ۱۹۸۳) یک هنرپیشه اهل ایالات متحده آمریکا است. وی از سال ۱۹۹۲ میلادی تاکنون مشغول فعالیت بوده‌است.
او دخترِ کلسی گرمر و خواهرخواندهٔ گریر گرمر است.
از فیلم‌ها یا مجموعه‌های تلویزیونی که وی در آنها نقش داشته است می‌توان به قانون و نظم: واحد قربانیان ویژه و سی‌اس‌آی اشاره نمود.